# Kiesgrube beim Weilerhof nordöstlich Wolfskehlen
Kiesgrube beim Weilerhof nordöstlich Wolfskehlen este o arie protejată (arie specială de conservare — SAC, sit de importanță comunitară — SCI) din Germania întinsă pe o suprafață de 21,96 ha, integral pe uscat.

## Localizare
Centrul sitului Kiesgrube beim Weilerhof nordöstlich Wolfskehlen este situat la coordonatele 49°52′31″N 8°30′46″E / 49.8753°N 8.5128°E.

## Înființare
Situl Kiesgrube beim Weilerhof nordöstlich Wolfskehlen a fost declarat sit de importanță comunitară în noiembrie 2004 pentru a proteja 1 specie de animale. Situl a fost protejat și ca arie specială de conservare în martie 2008.

## Biodiversitate
Situată în ecoregiunea continentală, aria protejată conține 1 habitat natural: Ape puternic oligomezotrofe cu vegetație bentonică cu Chara spp..
La baza desemnării sitului se află o specie protejată de  amfibieni: triton cu creastă (Triturus cristatus).